# Condominio Terra
Condominio Terra è stato un programma televisivo italiano documentaristico in onda su Rai 3 tra il 2010 e il 23 settembre 2011, nato inizialmente all'interno della rubrica Cominciamo bene e divenuto un programma autonomo il 30 maggio 2011, trasmesso quotidianamente e condotto da Licia Colò, che del programma è anche autrice insieme a Marco D'Amico.
Il programma si occupava della salute, della natura e degli animali (questi ultimi solo nel 2011, prima, infatti, la Colò conduceva a Cominciamo bene una rubrica chiamata Animali e animali e...), e affrontava il tema della caccia.
Il programma fu chiuso dalla Rai nel 2011 a seguito delle richieste pervenute da parte della lobby dei cacciatori.